# TOPS-20
TOPS-20 (прежде TENEX) — операционная система, разработанная компанией BBN Technologies (Bolt, Beranek and Newman) для компьютеров DEC PDP-10. TENEX включала в себя полную реализацию системы виртуальной памяти, что позволяло программам не только осуществлять доступ ко всем 262 килословам памяти (эквивалент 1152 килобайт), но и делать это одновременно; система страничной организации памяти копировала данные с и на внешние носители по мере необходимости.
Одной из отличительных черт TENEX был её ориентированный на пользователя интерпретатор командной строки. В отличие от типичных систем того времени[каких?], в TENEX для ясности использовались длинные имена команд даже с избыточными словами. К примеру, для печати содержимого каталога в UNIX используется команда ls, а в TENEX — DIRECTORY (OF FILES), где DIRECTORY является ключевым словом, а OF FILES — избыточностью, внесённой для того, чтобы сделать назначение команды более очевидным.
Для TENEX была написана самокопирующаяся по локальной сети программа Creeper, которую ошибочно считают одним из первых в мире компьютерных вирусов.